# 李剑阁
李劍閣（1949年12月－），江蘇省南通市人，曾任中央汇金投资有限责任公司副董事长，中国国际金融公司董事长，广东以色列理工学院首任校长。

## 經歷
- 1978年1月到1981年12月，於南京師範大學數學系獲理學學士。
- 1982年1月到1984年12月，於中國社會科學院研究生院獲經濟學碩士。
- 1984年12月到1988年6月，於國務院發展研究中心擔任研究員。
- 1988年6月到1992年5月，任國家計劃委員會體改法規司副司長、政策研究室副主任。
- 1992年5月到1994年6月，任国家经济贸易委员会政策法规司副司长、司长。
- 1994年6月到1998年3月，任国务院证券委员会办公室主任、中国证券监督管理委员会副主席。
- 1998年3月到2008年7月，任国务院经济体制改革办公室副主任、国务院发展研究中心副主任。
- 2008年7月，任中央汇金投资有限责任公司副董事长，兼任中国国际金融公司董事长。
- 2015年12月到2020年1月，任广东以色列理工学院首任校长[3][2]。

## 社會學術職務
- 國務院經濟體制改革辦公室研究所學術委員會主任
- 國家會計學院和上海會計學院董事會董事
- 中國社會科學院研究員
- 中國社會科學院研究生院教授
- 清華大學中國經濟研究中心特聘研究員
- 清華大學台灣研究所研究員
- 中國人民銀行研究生部教授
- 南京師範大學教授
- 上海財經大學教授
- 中国人民大学教授

## 作品
1. 《經濟改革初戰時期的建設方針和貨幣政策》，1984年12月，《中國經濟的動態分析和對策研究》，中國人民大學出版社。
2. 《經濟增長模型的遞推規劃方法和最優平衡問題》，1985年3月《系統工程理論與實踐》。
3. 《將國民經濟的增長速度控制在適當的範圍內》，1985年5月17日《人民日報》。
4. 《把握歷史的契機》，1985年6月25日《經濟日報》。
5. 《正确处理经济建设、体制改革和人民生活的关系》，1985年12月，《经济改革问题探索》，中国展望出版社。
6. 《國民經濟進入良性循環的關鍵》，1986年1月4日《經濟日報》。
7. 《以改善宏觀調控為目標，進行三個基本環節的配套改革》，1986年1月24日，《中國經濟體制改革整體設計》，中國展望出版社。
8. 《當前我國工業生產增長的製約因素》，1986年4月，錄入《中國經濟動態分析和對策研究》，中國人民大學出版社。
9. 《從上海看大城市的困難》，1986年3月《世界經濟導報》。
10. 《論控制需求和改善供給》，1986年3月10日《人民日報》。
11. 《分析當前經濟形勢，思考今後改革的路子》，1986年11月，錄入《中國經濟動態分析和對策研究》，中國人民出版社。
12. 《關於各級政府職能與分層管理的思考》，1986年12月《經濟管理》。
13. 《微觀改革中的企業家階層和所有製問題》，1986年第24期《經濟體制改革研究報告》。
14. 《現代化需要的企業家與企業家需要的改革》，1986年12月22日《世界經濟導報》。
15. 《我國當前的經濟發展階段的基本矛盾》，1987年1月《管理世界》。
16. 《1979年以來建設與改革經驗的研究》，1987年2月，錄入《中國經濟體制改革的整體設計》，中國展望出版社。